# Хіроо (повіт)
Пові́т Хіроо́ (яп. 広尾郡, ひろおぐん, МФА: [çiɾo.o guɴ]) — повіт в Японії, в окрузі Токаті префектури Хоккайдо. 